# Lekkoatletyka na Letnich Igrzyskach Olimpijskich 1952 – bieg na 400 m mężczyzn
Bieg na 400 metrów mężczyzn podczas XV Letnich Igrzysk Olimpijskich w Helsinkach rozegrano 24 (eliminacje i ćwierćfinały) i 25 lipca 1952 (półfinały i finał) na Stadionie Olimpijskim w Helsinkach. Zwycięzcą został reprezentant Jamajki George Rhoden, który w finale ustanowił rekord olimpijski uzyskując czas 45,9 s.

## Rekordy

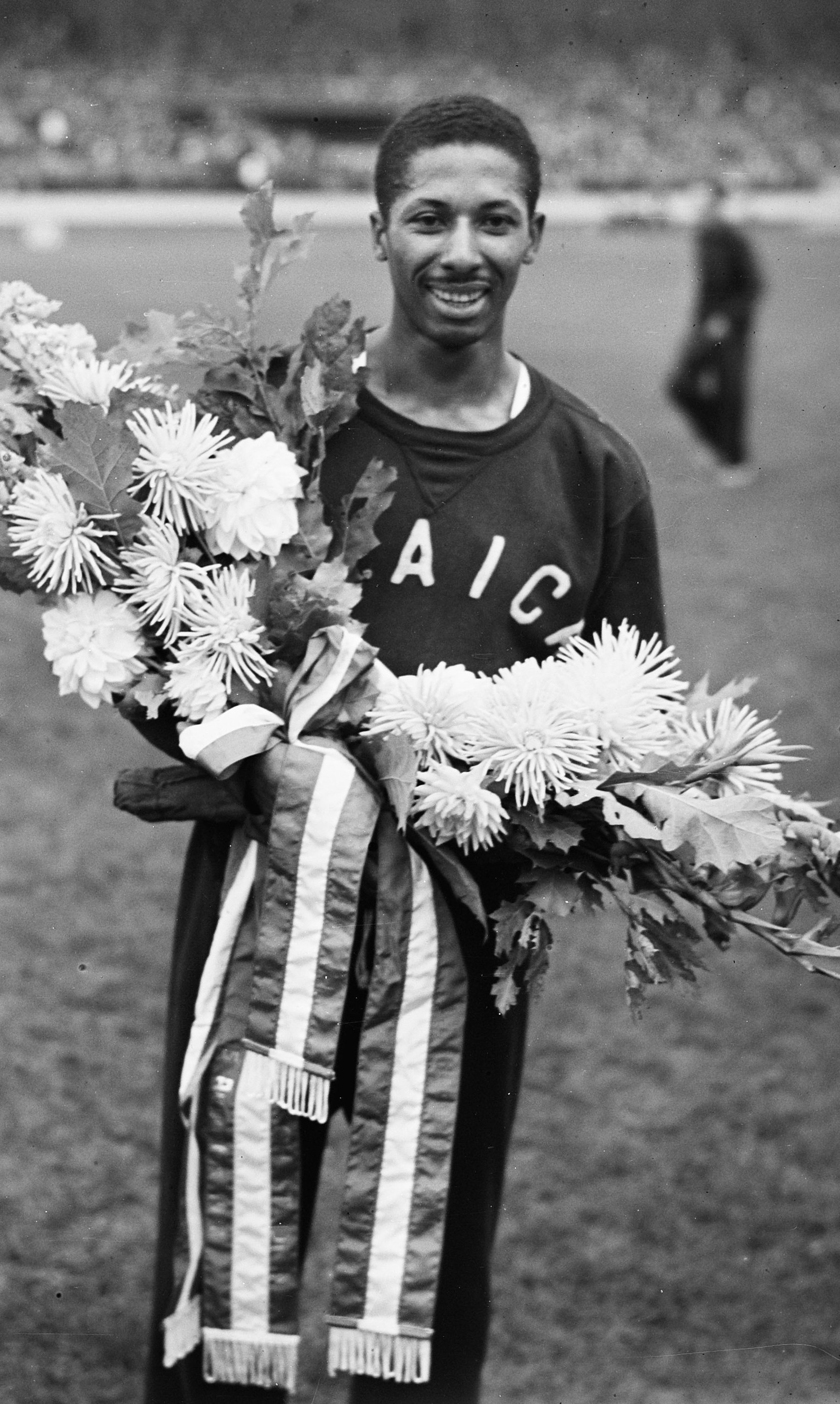
Herb McKenley

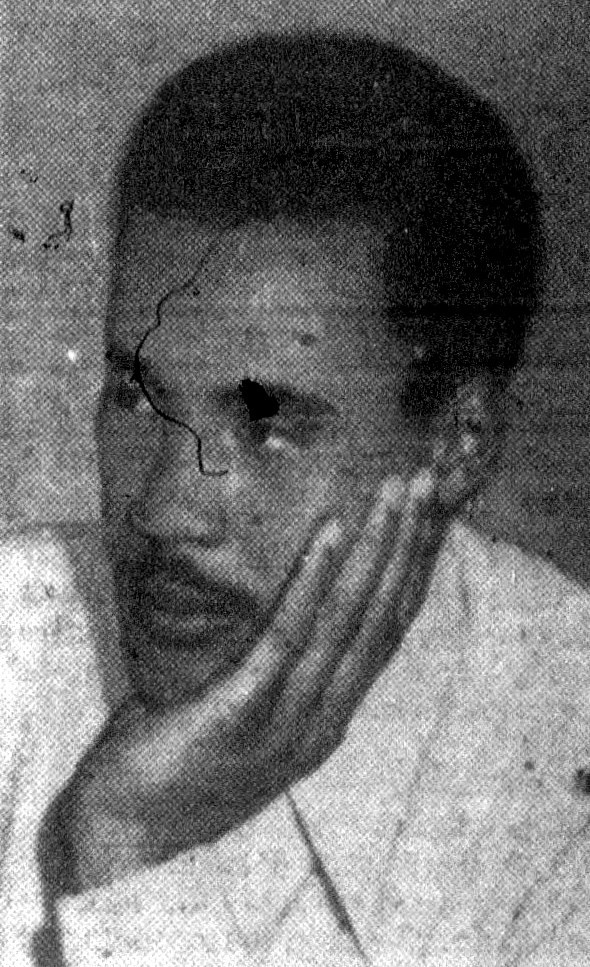
Ollie Matson

|                   | Zawodnik      | Narodowość        | czas | data                  | miejsce     |
| ----------------- | ------------- | ----------------- | ---- | --------------------- | ----------- |
| Rekord świata     | George Rhoden | Jamajka           | 45,8 | 22 sierpnia 1950(dts) | Eskilstuna  |
| Rekord olimpijski | Bill Carr     | Stany Zjednoczone | 46,2 | 5 sierpnia 1932(dts)  | Los Angeles |
| Rekord olimpijski | Arthur Wint   | Jamajka           | 46,2 | 5 sierpnia 1948(dts)  | Londyn      |

## Wyniki
| Poz. - pozycja |
| – rekord świata \| – rekord krajowy \| – rekord życiowy \| = – wyrównany rekord życiowy \| · – najlepszy wynik w sezonie \| = – wyrównany najlepszy wynik w sezonie \| – rekord olimpijski |
| Fn – falstart \| DNF – nie ukończył \| DNS – nie wystartował \| DSQ – zdyskwalifikowany |

### Eliminacje
Rozegrano dwanaście biegów eliminacyjnych. Do ćwierćfinałów awansowało po dwóch najlepszych zawodników z każdego biegu (Q).

#### Bieg 1
| Poz. | Zawodnik            | Narodowość      | Rezultat | Uwagi |
| ---- | ------------------- | --------------- | -------- | ----- |
| 1    | Karl-Friedrich Haas | Niemcy          | 47,5     | Q     |
| 2    | Leslie Lewis        | Wielka Brytania | 47,8     | Q     |
| 3    | Edwin Carr          | Australia       | 48,0     |       |
| 4    | Zoltán Adamik       | Węgry           | 48,5     |       |
| 5    | Evelio Planas       | Kuba            | 48,0     |       |
| 6    | Abdul Rehman        | Pakistan        | 49,4     |       |
| –    | Wasilios Mawroidis  | Grecja          | DNS      |       |

#### Bieg 2
| Poz. | Zawodnik                 | Narodowość        | Rezultat | Uwagi |
| ---- | ------------------------ | ----------------- | -------- | ----- |
| 1    | Ardalion Ignatjew        | ZSRR              | 48,1     | Q,    |
| 2    | Rolf Back                | Szwecja           | 48,5     | Q     |
| 3    | Rupert Blöch             | Austria           | 49,6     |       |
| 4    | Gérard Rasquin           | Luksemburg        | 50,0     |       |
| 5    | John Anderton            | Południowa Afryka | 50,3     |       |
| 6    | Pongummart Ummarttayakul | Tajlandia         | 52,9     |       |

#### Bieg 3
| Poz. | Zawodnik        | Narodowość | Rezultat | Uwagi |
| ---- | --------------- | ---------- | -------- | ----- |
| 1    | Arthur Wint     | Jamajka    | 47,3     | Q     |
| 2    | Jack Carroll    | Kanada     | 48,0     | Q     |
| 3    | Egon Solymossy  | Węgry      | 49,2     |       |
| 4    | Josef Steger    | Szwajcaria | 49,2     |       |
| 5    | Jaakko Suikkari | Finlandia  | 50,3     |       |
| 6    | Aurang Zeb      | Pakistan   | 51,0     |       |
| –    | Jimmy Reardon   | Irlandia   | DNS      |       |

#### Bieg 4
| Poz. | Zawodnik             | Narodowość      | Rezultat | Uwagi |
| ---- | -------------------- | --------------- | -------- | ----- |
| 1    | Lars-Erik Wolfbrandt | Szwecja         | 48,4     | Q     |
| 2    | Terry Higgins        | Wielka Brytania | 48,7     | Q     |
| 3    | Junkichi Matoba      | Japonia         | 49,4     |       |
| 4    | Wasilios Silis       | Grecja          | 49,7     |       |
| 5    | Doğan Acarbay        | Turcja          | 50,7     |       |
| 6    | Ivan Jacob           | Indie           | 51,3     |       |
| –    | Cirilo McSween       | Panama          | DNS      |       |

#### Bieg 5
| Poz. | Zawodnik         | Narodowość        | Rezultat | Uwagi |
| ---- | ---------------- | ----------------- | -------- | ----- |
| 1    | Herb McKenley    | Jamajka           | 48,0     | Q     |
| 2    | Louis van Biljon | Południowa Afryka | 48,1     | Q     |
| 3    | Roger Moens      | Belgia            | 48,6     | [ 4 ] |
| 4    | Ferenc Bánhalmi  | Węgry             | 49,4     |       |
| 5    | Arie Gill        | Izrael            | 50,2     |       |
| 6    | Ernst von Gunten | Szwajcaria        | 50,7     |       |
| –    | Tage Ekfeldt     | Szwecja           | DSQ      |       |

#### Bieg 6
| Poz. | Zawodnik            | Narodowość        | Rezultat | Uwagi |
| ---- | ------------------- | ----------------- | -------- | ----- |
| 1    | Mal Whitfield       | Stany Zjednoczone | 48,6     | Q     |
| 2    | Guillermo Gutiérrez | Wenezuela         | 48,7     | Q     |
| 3    | Gianni Rocca        | Włochy            | 49,2     |       |
| 4    | Gösta Brännström    | Szwecja           | 50,1     |       |
| 5    | Javier Souza        | Meksyk            | 50,3     |       |
| 6    | Emin Doybak         | Turcja            | 51,1     |       |
| 7    | Fernando Casimiro   | Portugalia        | 52,2     |       |

#### Bieg 7
| Poz. | Zawodnik          | Narodowość | Rezultat | Uwagi |
| ---- | ----------------- | ---------- | -------- | ----- |
| 1    | Jacques Degats    | Francja    | 48,5     | Q     |
| 2    | Morris Curotta    | Australia  | 48,7     | Q     |
| 3    | Vincenzo Lombardo | Włochy     | 49,3     |       |
| 4    | Rudolf Haidegger  | Austria    | 49,9     |       |
| 5    | Albert Lowagie    | Belgia     | 50,1     |       |
| –    | Knud Schibsbye    | Dania      | DNS      |       |
| –    | Sam LaBeach       | Panama     | DNS      |       |

#### Bieg 8
| Poz. | Zawodnik            | Narodowość     | Rezultat | Uwagi |
| ---- | ------------------- | -------------- | -------- | ----- |
| 1    | Hans Geister        | Niemcy         | 47,9     | Q     |
| 2    | Yves Camus          | Francja        | 48,0     | Q     |
| 3    | Milan Fillo         | Czechosłowacja | 48,7     |       |
| 4    | Guðmundur Lárusson  | Islandia       | 49,7     |       |
| 5    | Sompop Svadanandana | Tajlandia      | 53,6     |       |
| 6    | Jeremías Stokes     | Gwatemala      | 53,6     |       |
| –    | Gustavo Ehlers      | Chile          | DNS      |       |

#### Bieg 9
| Poz. | Zawodnik             | Narodowość        | Rezultat | Uwagi |
| ---- | -------------------- | ----------------- | -------- | ----- |
| 1    | Gene Cole            | Stany Zjednoczone | 48,3     | Q     |
| 2    | Alan Dick            | Wielka Brytania   | 48,7     | Q     |
| 3    | Edmunds Pīlāgs       | ZSRR              | 49,2     |       |
| 4    | Ángel García         | Kuba              | 49,2     |       |
| 5    | Antoine Uytterhoeven | Belgia            | 50,0     |       |
| 6    | Jean Hamilius        | Luksemburg        | 50,3     |       |
| –    | José Fórmica         | Hiszpania         | DNS      |       |

#### Bieg 10
| Poz. | Zawodnik            | Narodowość       | Rezultat | Uwagi |
| ---- | ------------------- | ---------------- | -------- | ----- |
| 1    | George Rhoden       | Jamajka          | 48,1     | Q     |
| 2    | Gerard Mach         | Polska           | 48,5     | Q     |
| 3    | Paul Dolan          | Irlandia         | 48,5     |       |
| 4    | Jean-Pierre Goudeau | Francja          | 48,8     |       |
| 5    | Doug Clement        | Kanada           | 50,0     |       |
| –    | Eom Par-yong        | Korea Południowa | DNS      |       |
| –    | Ekrem Koçak         | Turcja           | DNS      |       |

#### Bieg 11
| Poz. | Zawodnik      | Narodowość | Rezultat | Uwagi |
| ---- | ------------- | ---------- | -------- | ----- |
| 1    | James Lavery  | Kanada     | 48,4     | Q     |
| 2    | Jurij Litujew | ZSRR       | 48,8     | Q     |
| 3    | Frank Rivera  | Portoryko  | 49,3     |       |
| 4    | Antonio Siddi | Włochy     | 50,9     |       |
| –    | Clayton Clark | Panama     | DNS      |       |
| –    | Eitaro Okano  | Japonia    | DNS      |       |

#### Bieg 12
| Poz. | Zawodnik             | Narodowość        | Rezultat | Uwagi |
| ---- | -------------------- | ----------------- | -------- | ----- |
| 1    | Ollie Matson         | Stany Zjednoczone | 48,1     | Q     |
| 2    | Hans Ernst Schneider | Szwajcaria        | 48,7     | Q     |
| 3    | Argemiro Roque       | Brazylia          | 48,9     |       |
| 4    | Schalk Booysen       | Południowa Afryka | 49,0     |       |
| 5    | Jiří David           | Czechosłowacja    | 49,1     |       |
| 6    | Fred Hammer          | Luksemburg        | 49,6     |       |
| 7    | Ossi Mildh           | Finlandia         | 50,2     |       |

### Ćwierćfinały
Rozegrano cztery biegi ćwierćfinałowe. Do półfinałów awansowało po trzech najlepszych zawodników z każdego biegu.

#### Bieg 1
| Poz. | Zawodnik             | Narodowość      | Rezultat | Uwagi |
| ---- | -------------------- | --------------- | -------- | ----- |
| 1    | Arthur Wint          | Jamajka         | 46,9     | Q     |
| 2    | James Lavery         | Kanada          | 47,5     | Q     |
| 3    | Lars-Erik Wolfbrandt | Szwecja         | 47,8     | Q     |
| 4    | Guillermo Gutiérrez  | Wenezuela       | 48,6     |       |
| 5    | Leslie Lewis         | Wielka Brytania | 49,0     |       |
| 6    | Hans Ernst Schneider | Szwajcaria      | 49,2     |       |

#### Bieg 2
| Poz. | Zawodnik            | Narodowość        | Rezultat | Uwagi |
| ---- | ------------------- | ----------------- | -------- | ----- |
| 1    | George Rhoden       | Jamajka           | 47,2     | Q     |
| 2    | Ollie Matson        | Stany Zjednoczone | 47,4     | Q     |
| 3    | Karl-Friedrich Haas | Niemcy            | 47,4     | Q     |
| 4    | Morris Curotta      | Australia         | 48,8     |       |
| 5    | Rolf Back           | Szwecja           | 51,1     |       |
| –    | Jurij Litujew       | ZSRR              | DNS      |       |

#### Bieg 3
| Poz. | Zawodnik         | Narodowość        | Rezultat | Uwagi |
| ---- | ---------------- | ----------------- | -------- | ----- |
| 1    | Mal Whitfield    | Stany Zjednoczone | 47,6     | Q     |
| 2    | Hans Geister     | Niemcy            | 47,7     | Q     |
| 3    | Jack Carroll     | Kanada            | 47,7     | Q     |
| 4    | Louis van Biljon | Południowa Afryka | 48,5     |       |
| 5    | Jacques Degats   | Francja           | 48,8     |       |
| 6    | Alan Dick        | Wielka Brytania   | 49,0     |       |

#### Bieg 4
| Poz. | Zawodnik          | Narodowość        | Rezultat | Uwagi |
| ---- | ----------------- | ----------------- | -------- | ----- |
| 1    | Herb McKenley     | Jamajka           | 47,4     | Q     |
| 2    | Gene Cole         | Stany Zjednoczone | 47,7     | Q     |
| 3    | Ardalion Ignatjew | ZSRR              | 48,0     | Q,    |
| 4    | Yves Camus        | Francja           | 48,1     |       |
| 5    | Terry Higgins     | Wielka Brytania   | 49,1     |       |
| –    | Gerard Mach       | Polska            | DNS      |       |

### Półfinały
Rozegrano dwa biegi półfinałowe. Do finału awansowało po trzech najlepszych zawodników z każdego biegu.

#### Bieg 1
| Poz. | Zawodnik            | Narodowość        | Rezultat | Uwagi |
| ---- | ------------------- | ----------------- | -------- | ----- |
| 1    | Arthur Wint         | Jamajka           | 46,3     | Q     |
| 2    | Karl-Friedrich Haas | Niemcy            | 46,4     | Q     |
| 3    | Mal Whitfield       | Stany Zjednoczone | 46,4     | Q     |
| 4    | Gene Cole           | Stany Zjednoczone | 46,8     |       |
| 5    | Ardalion Ignatjew   | ZSRR              | 47,4     | [ 3 ] |
| 6    | James Lavery        | Kanada            | 47,7     |       |

#### Bieg 2
| Poz. | Zawodnik             | Narodowość        | Rezultat | Uwagi |
| ---- | -------------------- | ----------------- | -------- | ----- |
| 1    | Herb McKenley        | Jamajka           | 46,4     | Q     |
| 2    | George Rhoden        | Jamajka           | 46,5     | Q     |
| 3    | Ollie Matson         | Stany Zjednoczone | 46,7     | Q     |
| 4    | Hans Geister         | Niemcy            | 46,7     |       |
| 5    | Jack Carroll         | Kanada            | 47,4     |       |
| –    | Lars-Erik Wolfbrandt | Szwecja           | DNS      |       |

### Finał
| Poz. | Zawodnik            | Narodowość        | Rezultat | Uwagi |
| ---- | ------------------- | ----------------- | -------- | ----- |
| 1    | George Rhoden       | Jamajka           | 45,9     | [ 1 ] |
| 2    | Herb McKenley       | Jamajka           | 45,9     | =     |
| 3    | Ollie Matson        | Stany Zjednoczone | 46,8     |       |
| 4    | Karl-Friedrich Haas | Niemcy            | 47,0     |       |
| 5    | Arthur Wint         | Jamajka           | 47,1     |       |
| 6    | Mal Whitfield       | Stany Zjednoczone | 47,1     |       |